# 天凰山豊
天凰山 豊（てんこうやま ゆたか、1961年8月25日 - 2017年）は、愛知県知立市出身で春日山部屋に所属した元大相撲力士。本名は近藤 英夫。175cm、143kg。最高位は東十両13枚目。得意技は押し。

## 経歴
中学生の時は地元の野球チームに入っており、3年生の時は三塁手のポジションで5番打者を務め、知立市大会でも優勝してゆくゆくは地元球団である中日ドラゴンズに入団するのが将来の夢だった。しかし、知人と一緒に7月場所を観戦し、春日山部屋に寄って一緒に食事をした時に「休みの時は東京へ遊びに来なよ」と誘われたので、その言葉通りに夏休みと冬休みに上京して部屋で遊んでいく内に部屋の雰囲気に自然と馴染んでいき、中学校を卒業したら入門すると決意した。1977年3月場所にて本名である近藤の四股名で初土俵。1年で三段目に昇進するなど順調に出世した。その後はやや苦労したが、西三段目筆頭で迎えた1983年7月場所での6勝1敗の大勝ちを皮切りに、以降6場所連続で勝ち越しを続けて1984年9月場所に十両昇進を果たした。新十両の場所は千秋楽に負け越して7勝8敗の成績に終わり、翌11月場所に幕下陥落。その後は主に幕下中位で取り続けたが十両への返り咲きはならず、1989年7月場所に27歳で廃業。廃業した後は愛知県知立市で相撲料理店「天凰山」を経営した。2017年に死去し、2024年時点で店は閉店している。
実子の正道も力士で2014年7月に式秀部屋に入門。本名で初土俵を踏み、新序出世披露で父の化粧回しをつけた。2014年11月場所以降は正龍道一成（しょうりゅうどうかずなり）の四股名を名乗っていたが、2024年5月場所より、父の四股名である天凰山を襲名している。

## 主な成績
- 通算成績：269勝257敗 勝率.511
- 十両成績：7勝8敗 勝率.467
- 現役在位：75場所
- 十両在位：1場所

### 場所別成績
| | 一月場所 初場所（東京） | 三月場所 春場所（大阪） | 五月場所 夏場所（東京） | 七月場所 名古屋場所（愛知） | 九月場所 秋場所（東京） | 十一月場所 九州場所（福岡） |
| --- | ----------------------- | ----------------------- | ----------------------- | --------------------------- | ----------------------- | --------------------------- |
| 1977年 （昭和52年） | x                       | （前相撲）              | 西序ノ口5枚目 5–2       | 西序二段64枚目 3–4          | 東序二段79枚目 4–3      | 西序二段54枚目 3–4          |
| 1978年 （昭和53年） | 西序二段65枚目 5–2      | 東序二段21枚目 4–3      | 東三段目88枚目 3–4      | 東序二段8枚目 3–4           | 東序二段25枚目 4–3      | 西三段目89枚目 3–4          |
| 1979年 （昭和54年） | 東序二段12枚目 3–4      | 西序二段25枚目 5–2      | 東三段目90枚目 5–2      | 西三段目53枚目 2–5          | 東三段目87枚目 4–3      | 西三段目71枚目 3–4          |
| 1980年 （昭和55年） | 西三段目85枚目 3–4      | 東序二段7枚目 2–5       | 西序二段36枚目 6–1      | 西三段目68枚目 2–5          | 東序二段5枚目 5–2       | 東三段目59枚目 4–3          |
| 1981年 （昭和56年） | 西三段目42枚目 2–5      | 西三段目72枚目 4–3      | 東三段目60枚目 5–2      | 西三段目27枚目 3–4          | 西三段目38枚目 5–2      | 西三段目19枚目 5–2          |
| 1982年 （昭和57年） | 西幕下52枚目 5–2        | 西幕下30枚目 2–5        | 東幕下49枚目 4–3        | 西幕下38枚目 3–4            | 東幕下57枚目 4–3        | 東幕下48枚目 4–3            |
| 1983年 （昭和58年） | 西幕下39枚目 2–5        | 西三段目4枚目 4–3       | 東幕下47枚目 3–4        | 西三段目筆頭 6–1            | 西幕下30枚目 4–3        | 西幕下21枚目 5–2            |
| 1984年 （昭和59年） | 西幕下9枚目 4–3         | 西幕下6枚目 4–3         | 東幕下4枚目 4–3         | 西幕下筆頭 5–2              | 東十両13枚目 7–8        | 東幕下2枚目 2–5             |
| 1985年 （昭和60年） | 東幕下17枚目 4–3        | 東幕下9枚目 3–4         | 西幕下14枚目 5–2        | 東幕下8枚目 3–4             | 東幕下14枚目 3–4        | 西幕下22枚目 5–2            |
| 1986年 （昭和61年） | 東幕下10枚目 3–4        | 西幕下17枚目 3–4        | 東幕下31枚目 3–4        | 東幕下41枚目 4–3            | 西幕下28枚目 4–3        | 西幕下18枚目 3–4            |
| 1987年 （昭和62年） | 西幕下29枚目 4–3        | 西幕下21枚目 4–3        | 西幕下13枚目 2–5        | 西幕下30枚目 6–1            | 東幕下12枚目 2–5        | 東幕下32枚目 4–3            |
| 1988年 （昭和63年） | 東幕下23枚目 1–6        | 東幕下54枚目 4–3        | 西幕下42枚目 3–4        | 西幕下55枚目 2–5            | 西三段目18枚目 4–3      | 西三段目2枚目 4–3           |
| 1989年 （平成元年） | 東幕下48枚目 2–5        | 東三段目11枚目 2–5      | 東三段目39枚目 3–4      | 東三段目52枚目 引退 2–5–0   | x                       | x                           |
| 各欄の数字は、「勝ち-負け-休場」を示す。 優勝 引退 休場 十両 幕下 三賞：敢=敢闘賞、殊=殊勲賞、技=技能賞 その他：★=金星 番付階級：幕内 - 十両 - 幕下 - 三段目 - 序二段 - 序ノ口 幕内序列：横綱 - 大関 - 関脇 - 小結 - 前頭（「#数字」は各位内の序列） |                         |                         |                         |                             |                         |                             |

## 改名歴
- 近藤（こんどう）1977年3月場所 - 1977年5月場所
- 天凰 吉晃（てんこう よしあき）1977年7月場所 - 1981年5月場所
- 天凰山 豊（てんこうやま ゆたか）1981年7月場所 - 1987年7月場所
- 天虎山（てんこやま）1987年9月場所 - 1989年7月場所